# تيم تشووت
تيم تشووت (بالإنجليزية: Tim Choate)‏ هو ممثل أمريكي، ولد في 11 أكتوبر 1954 في دالاس في الولايات المتحدة، وتوفي في 24 سبتمبر 2004 في لوس أنجلوس في الولايات المتحدة.

## وصلات خارجية
- تيم تشووت على موقع IMDb (الإنجليزية)
- تيم تشووت على موقع ألو سيني (الفرنسية)
- تيم تشووت على موقع أول موفي (الإنجليزية)
- تيم تشووت على موقع قاعدة بيانات برودواي على الإنترنت (الإنجليزية)
- تيم تشووت على موقع قاعدة بيانات الأفلام السويدية (السويدية)
- تيم تشووت على موقع قاعدة بيانات الفيلم (الإنجليزية)
- تيم تشووت على موقع كينوبويسك (الروسية)